# Dime (langue)
Pour les articles homonymes, voir Dime.
Le dime (autonyme, dimaaf, ou décliné au génitif, dimkoaf, la bouche des Dime) est une langue afro-asiatique de la branche des langues couchitiques parlée en Éthiopie, dans la zone de l'Omo du Sud, par les Dime dont la population s'élevait en 1994 à 6 197 personnes.

## Classification
Le dime est classé parmi les langues couchitiques occidentales, un sous-groupe aussi appelé omotique. Les langues omotiques sont considérées par certains linguistiques comme étant une branche des langues afro-asiatiques et non comme appartenant au couchitique.
La langue fait partie du sous-groupe omotique méridional, avec le continuum linguistique hamer-bana et les dialectes aari.

## Phonologie
Les tableaux montrent la phonologie du dime : les consonnes et les voyelles.

### Voyelles
|         | Antérieure | Centrale    | Postérieure |
| ------- | ---------- | ----------- | ----------- |
| Fermée  | i [i]      | ɨ [ɨ]       | u [u]       |
| Moyenne | e [e]      |             | o [o]       |
| Ouverte | ɛ [ɛ]      | ə [ə] a [a] | ɔ [ɔ]       |

### Consonnes
|              |              | Bilabiales | Alvéol. | Dorsales  | Dorsales | Dorsales | Glottales |
| ------------ | ------------ | ---------- | ------- | --------- | -------- | -------- | --------- |
| Palatales    | Vélaires     | Bilabiales | Alvéol. | Uvulaires |          |          | Glottales |
| Occlusives   | Sourdes      | p [p]      | t [t]   |           | k [k]    |          |           |
| Occlusives   | Sonores      | b [b]      | d [d]   |           | g [g]    |          |           |
| Occlusives   | Éjectives    | p’ [p’]    | t’ [t’] |           | k’ [k’]  |          | ʔ [ʔ]     |
| Occlusives   | Implosives   |            | ɖ [ɖ]   |           |          |          |           |
| Fricatives   | Sourdes      | f [f]      | s [s]   | š [ʃ]     | x [x]    | χ [χ]    | h [h]     |
| Fricatives   | Sonores      |            | z [z]   | ž [ʒ]     | ɣ [ɣ]    | ʁ [ʁ]    |           |
| Fricatives   | Éjectives    |            | s’ [s’] |           |          |          |           |
| Affriquée    | Sourdes      |            | ts [t͡s] | č [t͡ʃ]    |          |          |           |
| Affriquée    | Sonores      |            |         | dʒ [d͡ʒ]   |          |          |           |
| Affriquée    | Éjectives    |            |         | č’ [t͡ʃ’]  |          |          |           |
| Nasales      | Nasales      | m [m]      | n [n]   |           | ŋ [ŋ]    |          |           |
| liquides     | liquides     |            | l [l]   |           |          |          |           |
| roulées      | roulées      |            | r [r]   |           |          |          |           |
| Semi-voyelle | Semi-voyelle | w [w]      |         | y [j]     |          |          |           |

### Allophones
La labiale [p] est aspirée [pʰ], par exemple pʰutʃ’u, petite herbe. L'implosive [ɖ] alterne en finale avec [t’], exemple: ʔúmint’ ou ʔúminɖ, flèche.

### Gémination
Certaines consonnes peuvent être géminées: ʔólóχ, rapide, s'oppose à ʔóllóχ, lentement.

## Sources
- (en) Mulugeta Seyoum, A Grammar of Dime, Utrecht, LOT Publications, 2008, 263 p. (ISBN 978-90-78328-52-0, lire en ligne)